# NRK P3
NRK P3 (forkortelse for "Program 3"), normalt kaldet P3 eller Petre, er en norsk radiokanal og en del af NRK. Det er NRK's tredje primære radiokanal, ved siden af NRK P1 og NRK P2, og er rettet mod unge. P3 publicerer også tv-serier på sine hjemmesider, herunder tv-serien Skam.